# Blanket (Texas)
Blanket es un pueblo ubicado en el condado de Brown, en el estado estadounidense de Texas. En el Censo de 2010 tenía una población de 390 habitantes y una densidad de 245,24 personas por km².

## Geografía
Blanket se encuentra ubicado en las coordenadas 31°49′29″N 98°47′22″O / 31.82472, -98.78944. Según la Oficina del Censo de los Estados Unidos, Blanket tiene una superficie total de 1.59 km², toda ella tierra firme.

## Demografía
Según el censo de 2010, había 390 personas residiendo en Blanket. La densidad de población era de 245,24 hab./km². De los 390 habitantes, Blanket estaba compuesto por el 94.1% blancos, el 0.26% eran afroamericanos, el 0.77% eran amerindios, el 2.82% eran de otras razas y el 2.05% pertenecían a dos o más razas. Del total de la población el 12.56% eran hispanos o latinos de cualquier raza.